# 1858 en Belgique
Chronologie de la Belgique
- 1854
- 1855
- 1856
- 1857
- 1858
- 1859
- 1860
- 1861
- 1862

Cette page recense des événements qui se sont produits durant l'année 1858 en Belgique.

## Culture

### Peinture

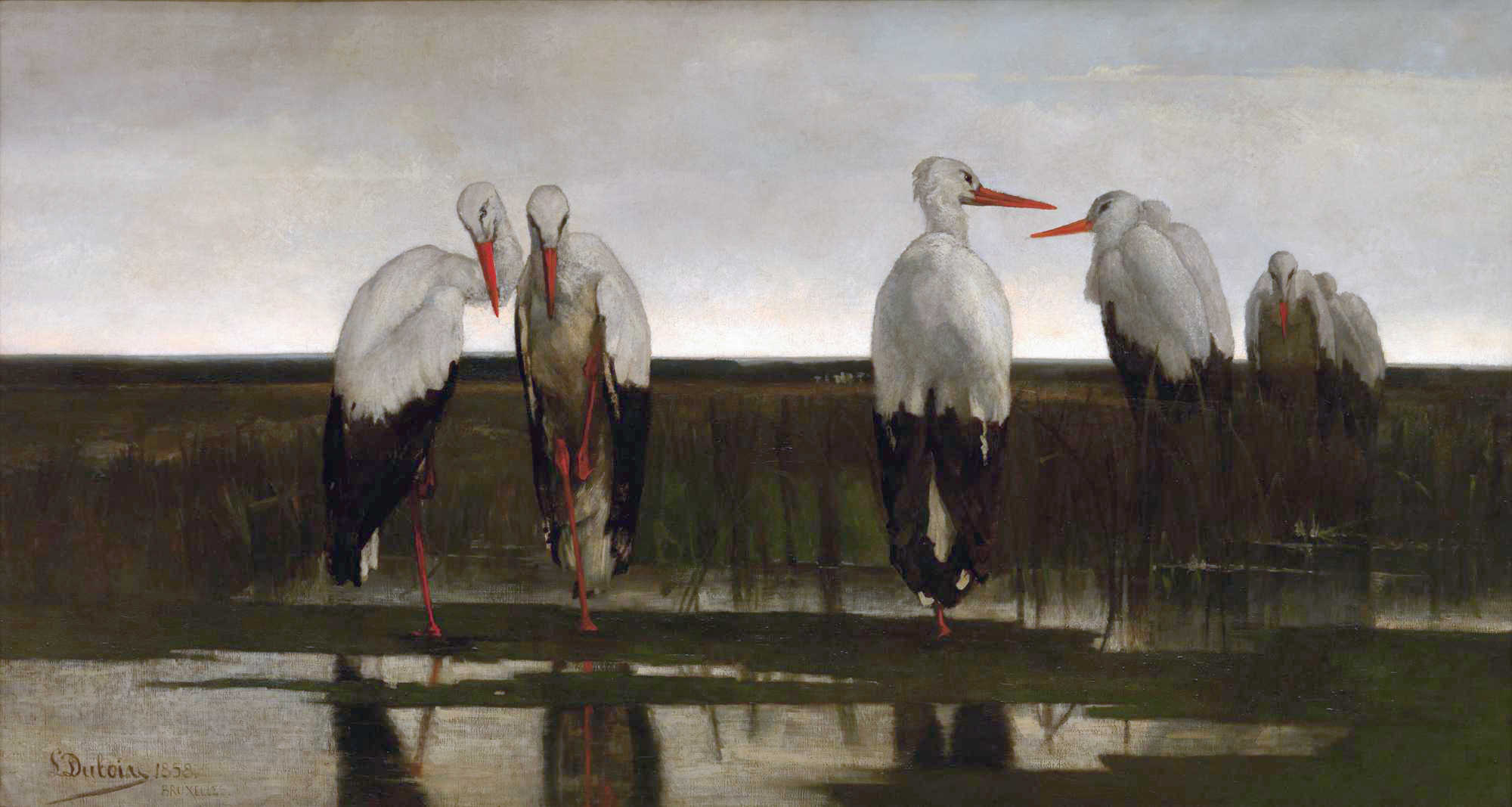
Les Cigognes (Louis Dubois)